# ScaleSwap
ScaleSwap — компания, основанная в 2021 году, представляющая собой децентрализованную платформу обмена токенами на основе блокчейна, которая обеспечивает безопасность и совместимую среду для стартапов на основе токенов для привлечения капитала. Компанию основали Станислав Стольберг и Ральф П. Гертейс и она является созданной всемирной командой участников. Собственный токен ScaleSwap — SCA.

## Основание
ScaleSwap начала первоначальную разработку в 2021 году, построив платформу на Polygon Network, для того чтобы решить масштабирование Эфириума на втором уровне, В августе 2021 года Scaleswap представила многоцепочечную архитектуру, в которой используются несколько блокчейнов, включая Ethereum, Binance, Fantom Network и Harmony.

## Намерения и цели
DeFi (децентрализованные финансовые сервисы) — это новая открытая форма финансирования, основанная на технологии блокчейн. Для продуктов и услуг DeFi не требуются маклеры, банки или другие посредники. ScaleSwap облегчает процесс краудфандинга с помощью ненадёжных смарт-контрактов. Сборщик средств вносит свои токены в смарт-контракт, затем участники переводят свои средства через платформу, а смарт-контракт автоматически завершает окончательный обмен и распределение средств на основе закодированных условий.